# Virtual XI
Virtual XI — одиннадцатый студийный альбом британской хэви-метал-группы Iron Maiden, вышедший 23 марта 1998 года.

## Об альбоме

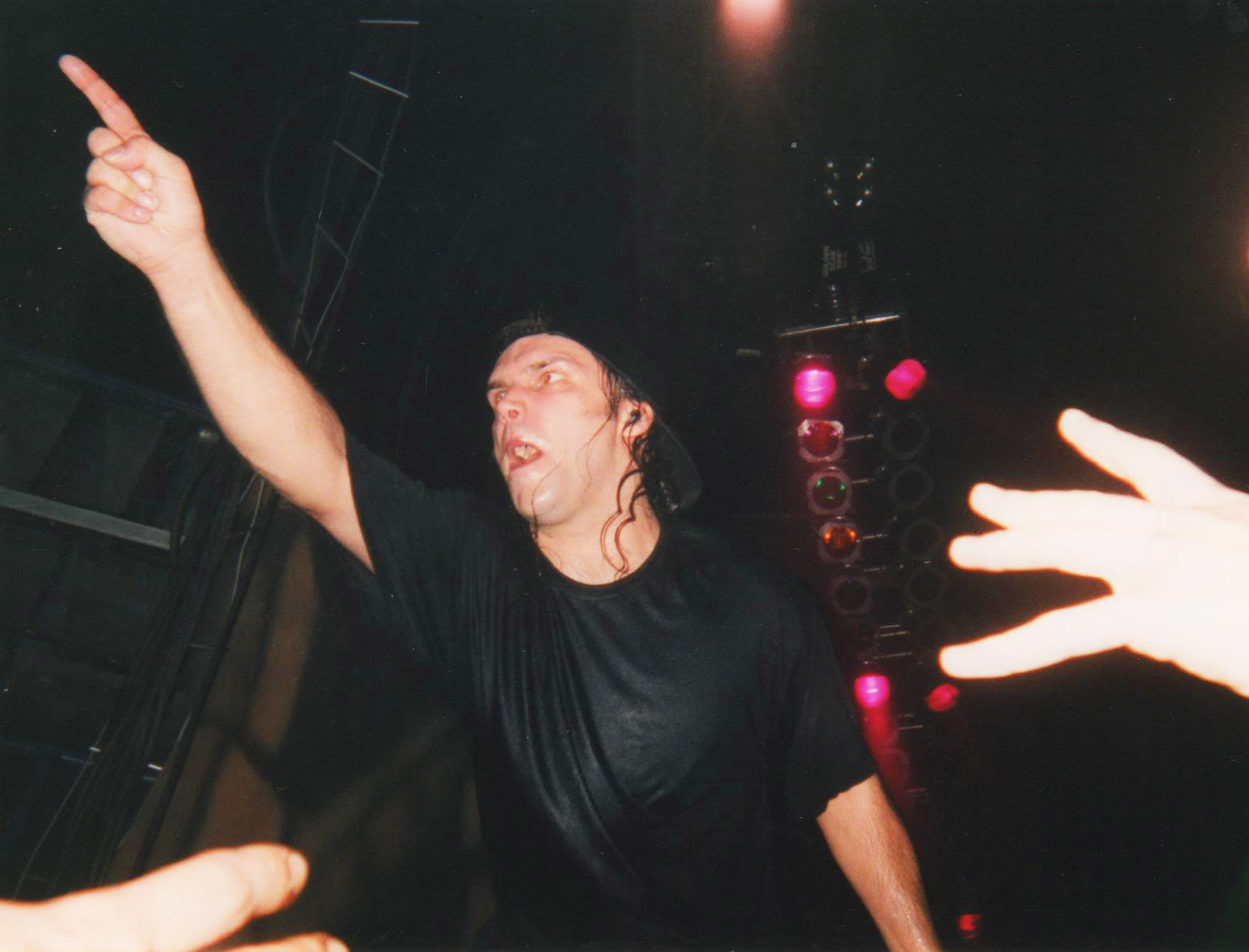
Блейз Бейли в составе Iron Maiden. Париж, 1998 год

Virtual XI второй и последний альбом группы, записанный с вокалистом Блэйзом Бэйли. Диск исполнен в более традиционном роковом звучании и не такой тяжёлый, как другие работы Iron Maiden. Это третий альбом Maiden, который не был назван по названию одной из песен альбома (так же было с альбомами Piece of Mind и The X Factor).
Как и тур в поддержку альбома The X Factor, тур для этого альбома был сокращён, поскольку у Бэйли проявилась аллергическая реакция на некоторые вещества, используемые на сцене. Этим отчасти объясняется тот факт, что этот альбом занял самое низкое место в хит-парадах из всех альбомов Iron Maiden, «опередив» даже альбом 1981 года Killers.
Композиции «The Angel and the Gambler» и «Futureal» были выпущены как синглы. «Futureal» обычно включают в классику группы, несмотря на общую непопулярность альбома. Композицию «The Clansman» поклонники коллектива также встречают очень тепло, когда группа исполняет её на концертах уже после возвращения Брюса Дикинсона.
Обложка альбома создана Мелвином Грантом. Она намекает на то, что высокие технологии затягивают и порабощают людей, постепенно овладевая каждой сферой жизнедеятельности человека. Эта тема была также поднята в песнях «Futureal» и «When Two Worlds Collide».

## Участники записи
- Блэйз Бэйли — вокалист;
- Дэйв Мюррей — гитарист;
- Яник Герс — гитарист;
- Стив Харрис — бас-гитарист, бэк-вокалист;
- Нико МакБрэйн — ударник;
- Майкл Кинни — клавишник.

## Список композиций
| №  | Название                               | Автор(ы)                              | Длительность |
| -- | -------------------------------------- | ------------------------------------- | ------------ |
| 1. | «Futureal»                             | Блэйз Бэйли, Стив Харрис              | 2:55         |
| 2. | «The Angel and the Gambler»            | Стив Харрис                           | 9:52         |
| 3. | «Lightning Strikes Twice»              | Дэйв Мюррей, Стив Харрис              | 4:50         |
| 4. | «The Clansman»                         | Стив Харрис                           | 8:59         |
| 5. | «When Two Worlds Collide»              | Блэйз Бэйли, Дэйв Мюррей, Стив Харрис | 6:13         |
| 6. | «The Educated Fool»                    | Стив Харрис                           | 6:46         |
| 7. | «Don't Look to the Eyes of a Stranger» | Стив Харрис                           | 8:03         |
| 8. | «Como Estais Amigos»                   | Блэйз Бэйли, Яник Герс                | 5:30         |

## Позиции в чартах
| Страна             | Чарт                        | Высшая позиция |
| ------------------ | --------------------------- | -------------- |
| Austria            | Ö3 Austria Top 40           | 24             |
| Belgium (Flanders) | Ultratop                    | 23             |
| Belgium (Wallonia) | Ultratop                    | 44             |
| Finland            | The Official Finnish Charts | 6              |
| France             | SNEP                        | 12             |
| Germany            | Media Control Charts        | 16             |
| Japan              | Oricon                      | 19             |
| Netherlands        | MegaCharts                  | 26             |
| Norway             | VG-lista                    | 28             |
| Sweden             | Sverigetopplistan           | 16             |
| Switzerland        | Swiss Hitparade             | 39             |
| United Kingdom     | Official Albums Chart       | 16             |
| United States      | Billboard 200               | 124            |

| Сингл                       | Чарт (1998)           | Высшая позиция |
| --------------------------- | --------------------- | -------------- |
| "The Angel and the Gambler" | Dutch Singles Chart   | 52             |
| "The Angel and the Gambler" | Finnish Singles Chart | 3              |
| "The Angel and the Gambler" | German Singles Chart  | 61             |
| "The Angel and the Gambler" | Swedish Singles Chart | 29             |
| "The Angel and the Gambler" | UK Singles Chart      | 18             |